# یوچیدیها
یوچیدیها (به لاتین: Uchidiha) یک منطقهٔ مسکونی در نپال است که در Bara District واقع شده‌است.

## خصوصیات
یوچیدیها ۲٬۹۳۴ نفر جمعیت دارد.